# Gavarrós Nou
El Gavarrós Nou és una masia del municipi de Sagàs (Berguedà) inclosa en l'Inventari del Patrimoni Arquitectònic de Catalunya. La masia de Gavarrós Nou fou construïda al s. XVII i eixamplada al s. XVIII. Situada dins el terme parroquial de Sant Andreu de Sagàs, formava part dels dominis jurisdiccionals de la Baronia de la Portella.
Masia d'estructura clàssica amb coberta a dos vessants i amb el carener perpendicular a la façana orientada a ponent. Les ampliacions posteriors al sector de ponent (un cos rectangular cobert a dos vessants) van alterar la façana al mateix temps que es va construir una doble balconada de fusta al costat de migdia. Dos cossos d'estructura clàssica es van adossar al mur de llevant ampliant considerablement l'estructura de la primera masia. La porta és d'arc de mig punt adovellat i les finestres conserven les llindes de pedra.